# Уэйн (округ, Миссисипи)
Округ Уэйн (англ. Wayne County) — округ штата Миссисипи, США. Население округа на 2000 год составляло 21216 человек. Административный центр округа — город Уэйнсборо.

## История
Округ Уэйн основан в 1809 году.

## География
Округ занимает площадь 2097.9 км2.

## Демография
Согласно переписи населения 2000 года, в округе Уэйн проживало 21216 человек (данные Бюро переписи населения США). Плотность населения составляла 10.1 человек на квадратный километр.